# Verem (föld alatti tárolóhely)

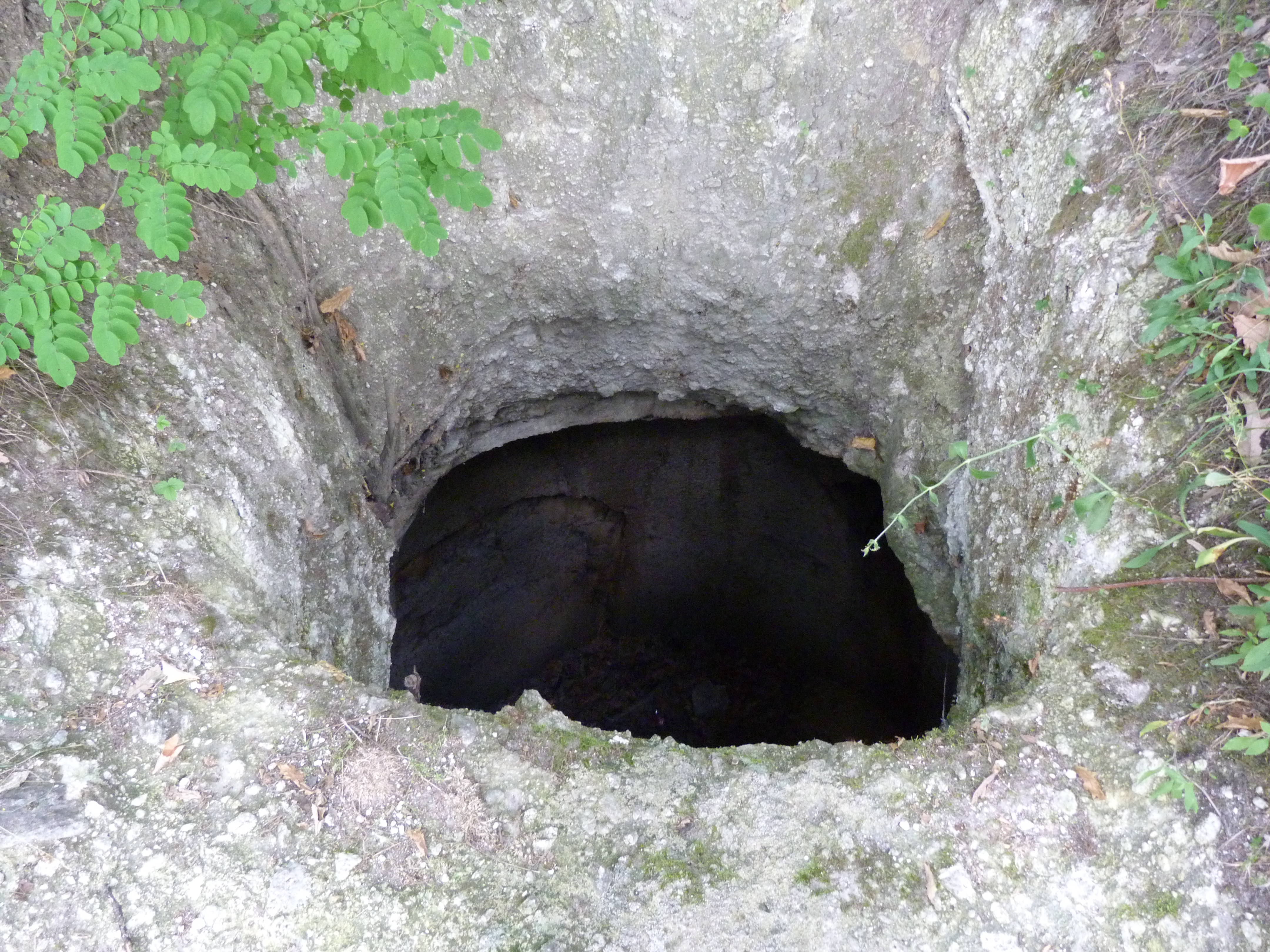
Gabonatároló verem - Cserépváralja

A verem a gabona eltartására szolgáló föld alatti, rendszerint palack alakú helyiség, amelyet egyszerűen kiásnak, és esetleg cementbe rakott téglafallal kibélelnek. Az ásott vermet kiégetik és úgy töltik bele a gabonát. A verem nyakát ezután szalmával töltik ki, fölé kavicsot vagy köveket és később földet, tetejébe lapos követ raknak. Ha a verem erre alkalmas, azaz a talajvíztől teljesen mentes, tehát eléggé magasan fekvő helyen készül, benne a gabona nemcsak jól eltartható, hanem a tárolás e módja egyúttal a legolcsóbb is, mivel a verem építési költsége aránylag csekély, térfogata teljesen kihasználható és a gabonának további kezelési költsége, valamint tűz ellen való biztosítása nem jelentkezik.